# Príncipe da Transilvânia

Brasão de armas do Principado da Transilvânia

Príncipe da Transilvânia (em húngaro: Erdélyi fejedelem; em romeno: principele Transilvaniei; em alemão: Fürst von Siebenbürgen; em latim: princeps Transsylvaniae) foi o título dado aos governantes do Principado da Transilvânia entre as últimas décadas do século XVI e meados do século XVIII. João Sigismundo Zápolya foi o primeiro a adotar o título em 1570, mas a sua utilização só se tornou estável a partir de 1576.

## Origem
A integração da Transilvânia no recém-criado Reino da Hungria começou por volta de 1003. A província tornou-se sujeita ao intenso processo de colonização, levando à chegada e à instalação dos colonos de origem diversa, incluindo os sículos (em húngaro: székelys) húngaros e  alemães. O território da Transilvânia foi dividido para fins administrativos em unidades territoriais chamado megye (condados)" e szék (assento)".

Condados na Transilvânia do século XVII

Os sete condados da Transilvânia — Doboka (Dăbâca), Fehér (Alba, Hunyad (Hunedoara), Kolozs (Cluj), Küküllő (Târnava), Szolnok (Solnoc), e Torda (Turda) — foram as instituições primariamente executado chefiadas por nobres locais. No entanto, seus chefes ou ispáns , estavam sujeitos à autoridade de um superior oficial, o voivoda que era nomeado pelos reis da Hungria. O Voivoda da Transilvânia tinha um número de  responsabilidades administrativas, militares e judiciais. Por exemplo, assembléias gerais conjuntas dos sete condados eram convocadas e encabeçadas pelo voivoda ou seu deputado, habitualmente em Torda/Turda. Estes conjuntos funcionavam principalmente como tribunais de justiça, mas os juízes para os condados, foram também eleitos por eles.
As áreas saxãs transilvanas foram organizada principalmente em assentos e distritos, em vez de condados. Eles eram independentes da autoridade dos voivodas. Em 1469, o rei Matias Corvino da Hungria autorizou todas os assentos a elegerem seus chefes. Sete anos depois, o mesmo monarca criou a "Universidade Saxã" que unificava todos os assentos e distritos saxões na Transilvânia, que era liderada pelo prefeito eleito de Hermannstadt (Nagyszeben, Sibiu). Inicialmente, os székelys eram igualmente independentes da autoridade dos voivodas, já que eram liderados pelo seu próprio conde, um funcionário nomeado pelo soberano.
Embora os saxões e os székelys se esforçassem para preservar sua conexão direta com os monarcas, "os primeiros contatos institucionais entre a nobreza, os székelys e os saxões foram estabelecidos através do voivoda" do início do século XIV. Por exemplo, os representantes dos saxões e dos székelys estavam frequentemente presentes nas assembleias gerais dos nobres chefiados pelos voivodas. Além disso, voivodas também foram nomeados Conde dos Székelys pelo monarca a partir do meio do século XV, assim os dois escritórios estavam unidos por costume. Em contraste com os representantes dos nobres, os saxões e os székelys, cneazes romenos foram apenas duas vezes (em 1291 e em 1355) convidados para as assembléias gerais..
Os líderes dos nobres dos sete municípios, os saxões e os székelys formaram uma aliança contra "toda ameaça interna e externa à província" nos dias da revolta de Budai Nagy Antal em 1437. Esta aliança formal das "Três Nações da Transilvânia" foi confirmada em 1459, visando principalmente contra Michael Szilágyi, o regente-governador do Reino da Hungria. Durante a rebelião dos camponeses liderada por György Dózsa em 1514, o voivoda João Zápolya convocou a assembléia das Três Nações.

### Fim do reino independente da Hungria
Em 1526, na Batalha de Mohács, o Império Otomano derrotou o exército real da Hungria e matou o rei Luís II. Os otomanos então retiraram-se.
O trono foi reivindicado pelo cunhado de Luís, o Arquiduque Fernando da Áustria, e por João Zápolya, ambos apoiados por facções de magnatas húngaros. Fernando expulsou João da Hungria, depois disso João ofereceu fidelidade ao sultão otomano Solimão, o Magnífico em troca de apoio. Solimão invadiu a Áustria enquanto João recuperava seu trono. Solimão foi repelido da Áustria e, por um tratado em 1533, Fernando tornou-se o Rei da Hungria, mantendo as partes ocidentais, enquanto João se tornou rei, mantendo as partes orientais, incluindo a Transilvânia (chamado pelos historiadores do "Reino Húngaro Oriental").
Assim, de ser um reino totalmente soberano, a Hungria tornou-se uma possessão da Casa de Habsburgo ou de um estado vassalo otomano.

### Separação do Principado da Transilvânia

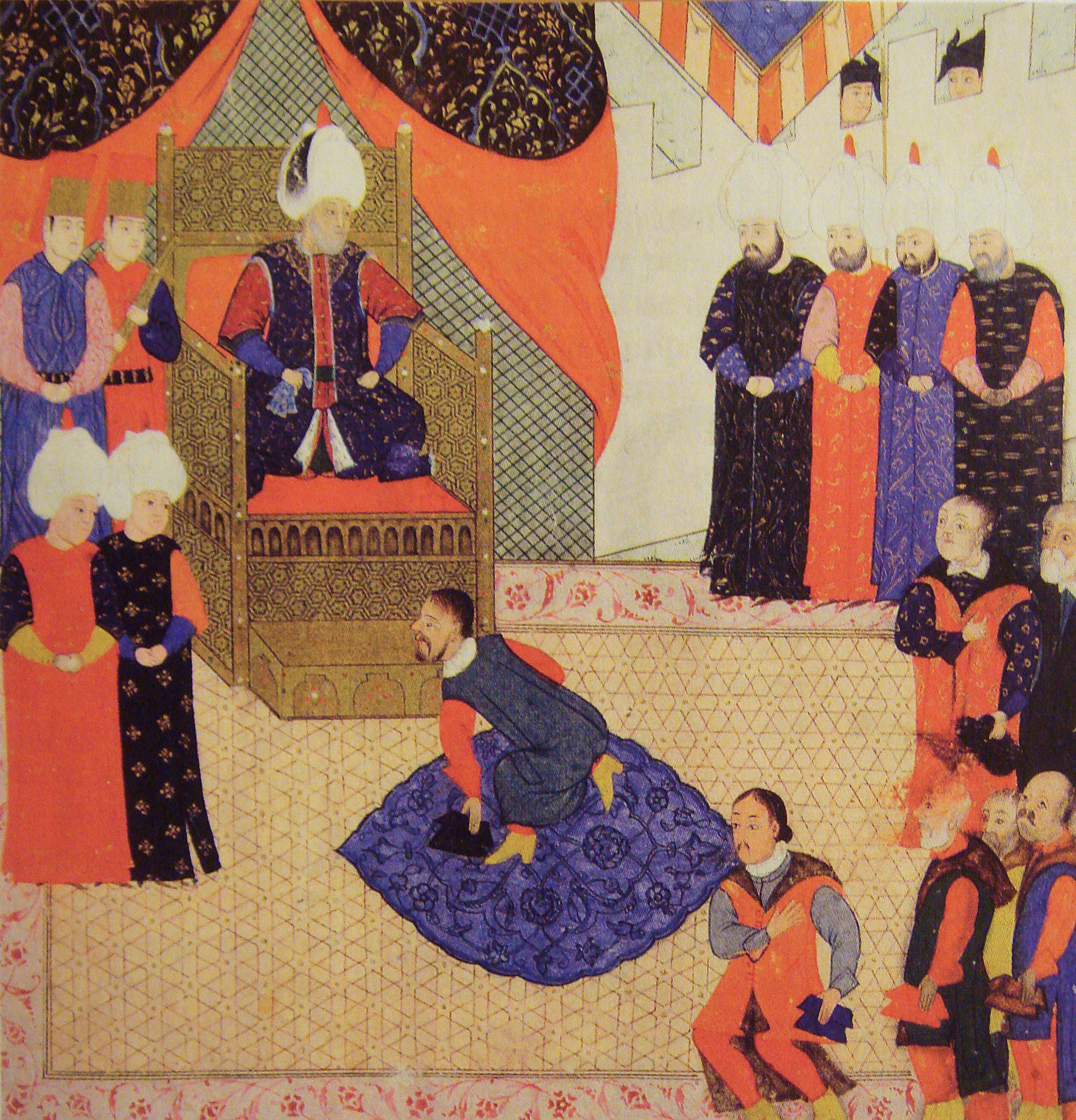
Rei João Sigismundo, da Hungria com Solimão, o Magnífico, em 1556

Em 1538, João nomeou Fernando seu sucessor como rei. Mas ele teve um filho, João Sigismundo Zápolya, pouco antes de morrer em 1540. O regime húngaro o elegeu como rei como João II Sigismundo e, quando Fernando invadiu, o reverente bispo Martinuzzi convocou Solimão para proteger seu vassalo. Solimão expulsou Fernando, depois colocou a Hungria central sob o domínio turco direto. Ele alocou a Transilvânia e o Reino da Hungria para João II Sigismundo.
Em 1551, o bispo Martinuzzi providenciou que João II Sigismundo abdicasse seu título real em favor de Fernando, em troca de ser reconhecido como o senhor vassalo das terras do "Leste Húngaro".
Todos os territórios do Reino da Hungria que permaneceram livres da ocupação otomana direta foram assim reunidos sob o governo de Fernando em 1551. Mas os ataques otomanos continuaram, e Fernando não podia proteger a "Hungria Oriental". Em 1556, a regime convidou o "filho do rei João" (isto é, João II Sigismundo) e sua mãe para retomar o governo dos territórios a leste da Tisza. João II Sigismund continuou estilo próprio "rei eleito" da Hungria até 1570.
Em 1570, João II Sigismundo abdicou novamente como rei em favor do sucessor de Fernando, o imperador Maximiliano II. Isso foi expresso no Tratado de Espira. João II Sigismundo adotou o novo estilo "Príncipe da Transilvânia e Senhor de partes da Hungria".
O sucessor de João Sigismundo, Estévão Báthory, no entanto, adotou o título que os únicos governadores reais da Transilvânia usaram e se denominaram voivoda. Além disso, ele secretamente jurou fidelidade ao rei Maximiliano I da Hungria. Estévão Báthory apenas adotou o título de príncipe quando foi eleito Rei da Polônia em 1576. Após sua morte em 1586, seu título principesco foi herdado por seu sobrinho, Sigismundo Báthory. O novo estilo dos governantes da Transilvânia e do Partium também foi confirmado pelo sucessor do rei Maximiliano I, o imperador Rodolfo II, em 28 de janeiro de 1595.

## O príncipe e as suas prerrogativas

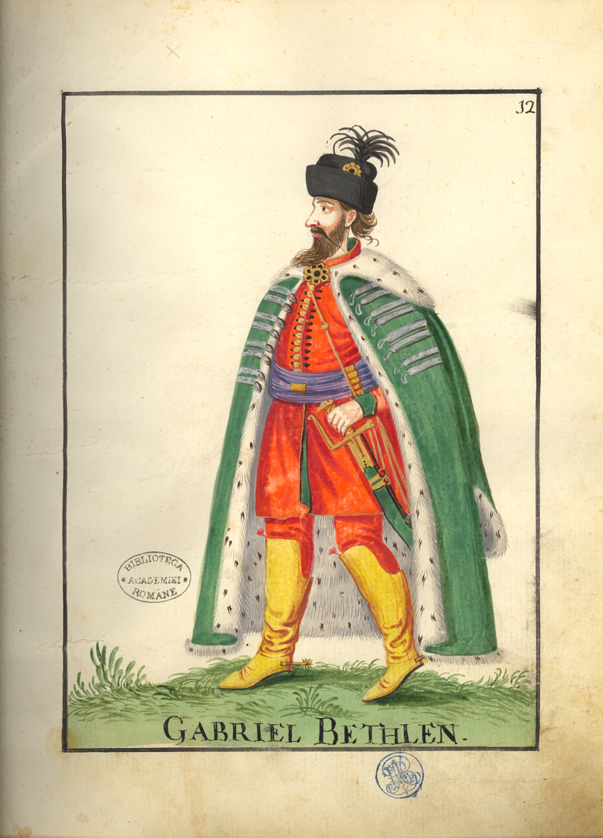
Gabriel Bethlen, príncipe da Transilvânia entre 1613 e 1629

### Estilo e títulos
Os monarcas transilvanos usaram o seguinte estilo e títulos: "Sua Excelência, pela graça de Deus, Príncipe da Transilvânia, Senhor de partes da Hungria, e Conde dos Székelys". Além disso, Sigismundo Báthory adotou o título de "Príncipe da Valáquia e Moldávia" em 1595.

### Posição internacional
De 1570 a 1699, os príncipes da Transilvânia não foram reconhecidos como monarcas independentes. Às vezes, eles reconheciam a soberania otomana e outras vezes aceitaram a regra do Reino da Hungria. De acordo com os ensinamentos da escola Hanafi da jurisprudência islâmica, a Transilvânia fazia parte da "Casa do Acordo" (Dâr al ahd'), que é um território com um status transitório entre as terras totalmente integradas no Império Otomano e estados independentes. Assim, quando ascendeu ao trono cada Príncipe recebeu um documento oficial do Sultão, que descreveu os direitos e obrigações do príncipe. Esses documentos ou ahidnâmes confirmaram o direito dos estados da Transilvânia de eleger livremente seus príncipes, "garantiu a integridade territorial do principado" e prometeu assistência militar ao Príncipe em caso de invasão de seus inimigos. Por outro lado, os príncipes foram obrigados a pagar um tributo anual e a ajudar os otomanos nas suas operações militares.

## Fim da instituição
Após a guerra de independência de Rákóczi, os príncipes foram efetivamente substituídos por governadores. O último príncipe, Francisco II Rákóczi,  passou o resto da vida no exílio.